# Saint-Philbert-sur-Boissey
Saint-Philbert-sur-Boissey ist eine französische Gemeinde mit 172 Einwohnern (Stand: 1. Januar 2022) im Département Eure in der Region Normandie; sie gehört zum Arrondissement Bernay und zum Kanton Grand Bourgtheroulde. Die Einwohner werden Saint-Philibertins genannt.

## Geographie
Saint-Philbert-sur-Boissey liegt etwa 35 Kilometer nordöstlich von Bernay. Umgeben wird Saint-Philbert-sur-Boissey von den Nachbargemeinden Boissey-le-Châtel im Norden, Thénouville im Nordosten, Saint-Denis-des-Monts im Osten, Saint-Éloi-de-Fourques im Süden, Malleville-sur-le-Bec im Südwesten sowie Bonneville-Aptot im Westen.

## Bevölkerungsentwicklung
| Jahr                      | 1962 | 1968 | 1975 | 1982 | 1990 | 1999 | 2006 | 2013 |
| Einwohner                 | 83   | 78   | 84   | 109  | 154  | 130  | 152  | 172  |
| Quelle: Cassini und INSEE |      |      |      |      |      |      |      |      |